# Sesostrellus
Sesostrellus is een geslacht van hooiwagens uit de familie Assamiidae.
De wetenschappelijke naam Sesostrellus is voor het eerst geldig gepubliceerd door Roewer in 1935. 

## Soorten
Sesostrellus omvat de volgende 3 soorten:
- Sesostrellus gibbosus
- Sesostrellus robustus
- Sesostrellus umbonatus